# Isaac Bickerstaff

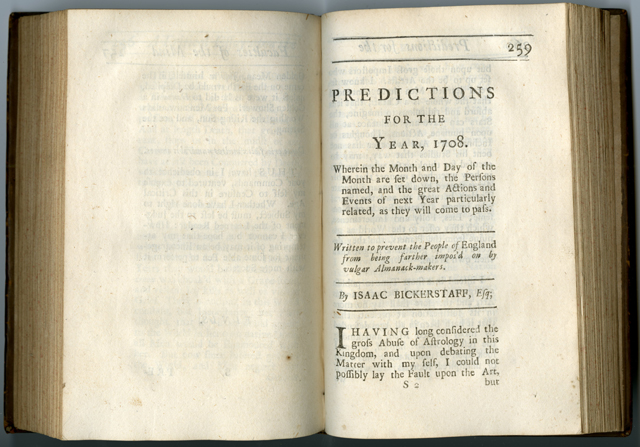
Isaac Bickerstaff, Esq.: Predictions for the Year 1708 (Prognosen für das Jahr 1708)

Das Pseudonym des Isaac Bickerstaff, Esq. (der hochwohlgeborene Isaac Bickerstaff) benutzte Jonathan Swift für satirische Pamphlete gegen die Astrologie und den damals berühmten Astrologen John Partridge (1644–1714).
Das Pseudonym wurde im zeitgenössischen angelsächsischen Sprachraum so bekannt, dass es zum Synonym für Witze, böse Scherze und Anzüglichkeiten an sich wurde. Unter anderem verwendete Richard Steele mit Swifts Einverständnis das Pseudonym später für Beiträge in seiner Zeitschrift Tatler.

## Swifts Aprilscherz

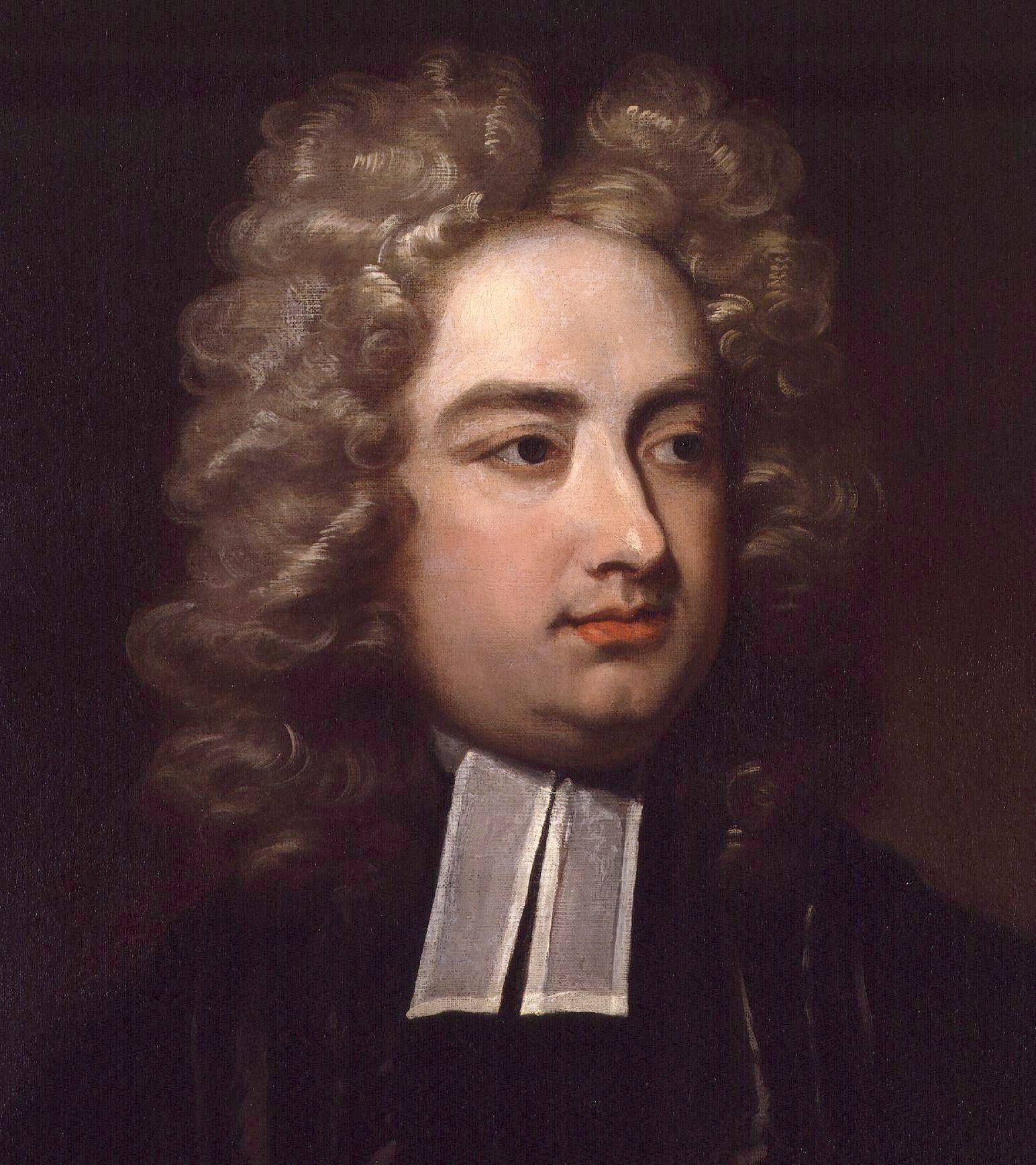
Isaac Bickerstaff, Esq. alias Jonathan Swift

Der irische Schriftsteller und Satiriker Swift nutzte 1708 die Tradition des April Fools Day, des seit Ende des 17. Jahrhunderts im englischen Sprachraum sehr beliebten Aprilscherzes, um den Astrologen John Partridge auf satirisch-bissige Weise zu verängstigen und drastisch zu verhöhnen.
Partridge gab damals einen Almanach mit astrologischen Vorhersagen heraus. Dies war Swift ein Dorn im Auge, denn er war der Überzeugung, diese Prophezeiungen leisteten dem herrschenden Volksaberglauben Vorschub. Darüber hinaus verärgert über Partridges Schrift Partridge’s advice to the Protestants of England (Partridge’s Ratschläge für die Protestanten von England), arbeitete Swift einen aus drei Pamphleten und einer Elegie bestehenden ausgeklügelten Plan aus, um sich bei Partridge zu rächen.
Im Februar 1708 wurde die Londoner Öffentlichkeit erstmals auf einen gewissen Isaac Bickerstaff (der Nachname lässt sich mit Zankstab, Zankapfel übersetzen) aufmerksam, ein angeblich rivalisierender Astrologenkollege Partridges, als dessen Predictions for the Year 1708 (Prognosen für das Jahr 1708) erschienen. Es handelte sich um einen Volkskalender mit astrologischen Vorhersagen, in ganz ähnlicher Form gestaltet wie die berühmten Kalender Partridges, in denen dieser regelmäßig bedeutende Ereignisse und Todesfälle bekannter Persönlichkeiten vorhersagte. Bickerstaff seinerseits prognostizierte nun Partridges Tod am 29. März:

„Meine erste Vorhersagung ist nur eine Kleinigkeit; ich erwähne sie nur ganz allein, um darzuthun, wie unwissend diese angeblichen und albernen Kenner der Astrologie in ihren eigenen Angelegenheiten sind; sie bezieht sich auf Partridge, den Kalendermacher; ich habe ihm nach meinen Regeln die Nativität gestellt und finde, dass er am zunächst eintreffenden 29ten März unfehlbar sterben wird, und zwar an einem hitzigen Fieber um 11 Uhr abends.“

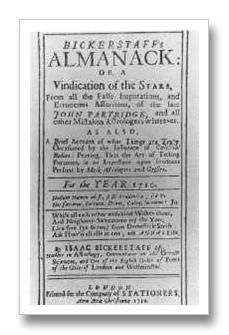
Bickerstaffs Almanack: Vindication of the Stars. (Rehabilitation der Sterne.)

Partridge war zutiefst empört und sprach der Vorhersage beharrlich jede Substanz ab, aber eine am 30. März folgende Schrift bestätigte das Eintreffen – Partridge sei also verstorben. Diese zweite Schrift, ein Flugblatt mit dem Titel The Accomplishment of the First of Mr Bickerstaff’s Predictions (Die Erfüllung der ersten Prophezeiung des Mr Bickerstaff), veröffentlichte Swift als ein namentlich nicht bezeichneter Mann, der bei den Steuerbehörden beschäftigt sei und die imaginäre Bickerstaff-Vorhersage bestätigen könne.
Daneben veröffentlichte Swift An Elegy on Mr Partridge, the Almanack Maker, who died on the 29th of March last, 1708, eine Elegie auf Partridge, in der er nicht nur Partridge tadelte, sondern auch die Käufer seines Almanachs:
Am 1. April, als sich die spektakuläre Vorhersage und ihr offensichtliches Eintreffen, also die Nachricht vom Hinscheiden des berühmten Kalendermachers Partridge ausreichend in London herumgesprochen hatte, erschien unter öffentlicher Aufmerksamkeit ein Küster in Partridges Haus mit dem Auftrag, Informationen für seine Grabrede zusammenzustellen, was diesen und seine Familie vollends in Verzweiflung stürzte.
Die Wirkung war so überzeugend, dass die Leute schockiert waren, wenn sie Partridge lebend sahen. Manche glaubten an einen Geist und liefen schreiend davon, andere sprachen Partridge überrascht auf seine frappante Ähnlichkeit mit einem kürzlich dahingeschiedenen berühmten Astrologen an.
Wütend reagierte Partridge in einer Gegenrede Squire Bickerstaff detected; or, the astrological impostor convicted. (Der hochwohlgeborene Bickerstaff entlarvt oder der astrologische Betrüger verurteilt):

„Es ist hart, meine theure Landsleute dieses vereinigten Königreichs, ja, sehr hart für einen freigebornen Britten, einen protestantischen Astrologen, einen loyalen Anhänger der Regierung und einen Kämpfer für Freiheit und Eigenthum, daß er vergeblich um Gerechtigkeit gegen einen Unruhestifter, einen Feind alles Bestehenden und gegen einen elenden Quacksalber in der Wissenschaft seine Stimme erheben muss […] Dank sei meinen guten Gestirnen! Ich bin … noch am Leben, um diesen frechen Lügenpropheten mit eigener Feder zu überführen, so dass er die Stunde bereuen soll, worin er einen Gelehrten von festem Charakter beleidigte.“

Partridge erläuterte viele Seiten lang detailliert, wie es ihm und seiner Familie mit dieser beängstigenden Voraussage erging:  „Drei Monate nach diesen Vorfällen konnte ich meine Hausthür nicht verlassen, ohne dass ich jedesmall die bittersten Kränkungen empfing.“
Doch es war zu spät, jeder glaubte an Partridges Tod, die Gilde der Schriftsteller, Buchhändler und Verleger Worshipful Company of Stationers and Newspaper Makers hatte ihn bereits aus ihrem Stationers’ Register gestrichen, was seinen Kollegen als sicherer Beweis seines Ablebens genügte. John Partridge konnte zeitlebens den Ruf nicht abschütteln, ein toter Mann zu sein. In seinem Almanach für 1709 fügte er die ernsthafte Meldung ein, dass er keineswegs gestorben, sondern weiter wohlauf sei. Mit der Schrift A famous prediction of Merlin, the British wizard. versuchte er sich in weiteren Voraussagen, indem er sich auf die Prophezeiungen Merlins berief. Swift konterte daraufhin mit einem weiteren Flugblatt, dass Partridge selbstverständlich gestorben sei, egal, wie sehr er es bestritt. Partridge wurde zum Gespött Londons:

„Bald begegnete mir einer auf der Straße mit den Worten: Herr Partridge, ich habe meinen Lohn für Ihren Sarg noch nicht erhalten. … Guter Gott! sagt ein Anderer, ich hätte schwören mögen, dies wäre Doktor Partridge, mein alter Freund, aber der arme Mann hat ja die Zeitlichkeit gesegnet …“

Auch seine Karriere war ruiniert. Partridge musste die Herausgabe seiner Kalender einstellen, weil die Menschen nicht mehr an die Ernsthaftigkeit seiner astrologischen Vorhersagen glaubten, sondern weitere Parodien vermuteten. Die Episode gilt als bezeichnend für die Krise, in die die Astrologie (bis dahin als Wissenschaft anerkannt und an Universitäten gelehrt) im Zeitalter der Aufklärung geraten war.

## Weitere Verwendung des Pseudonyms

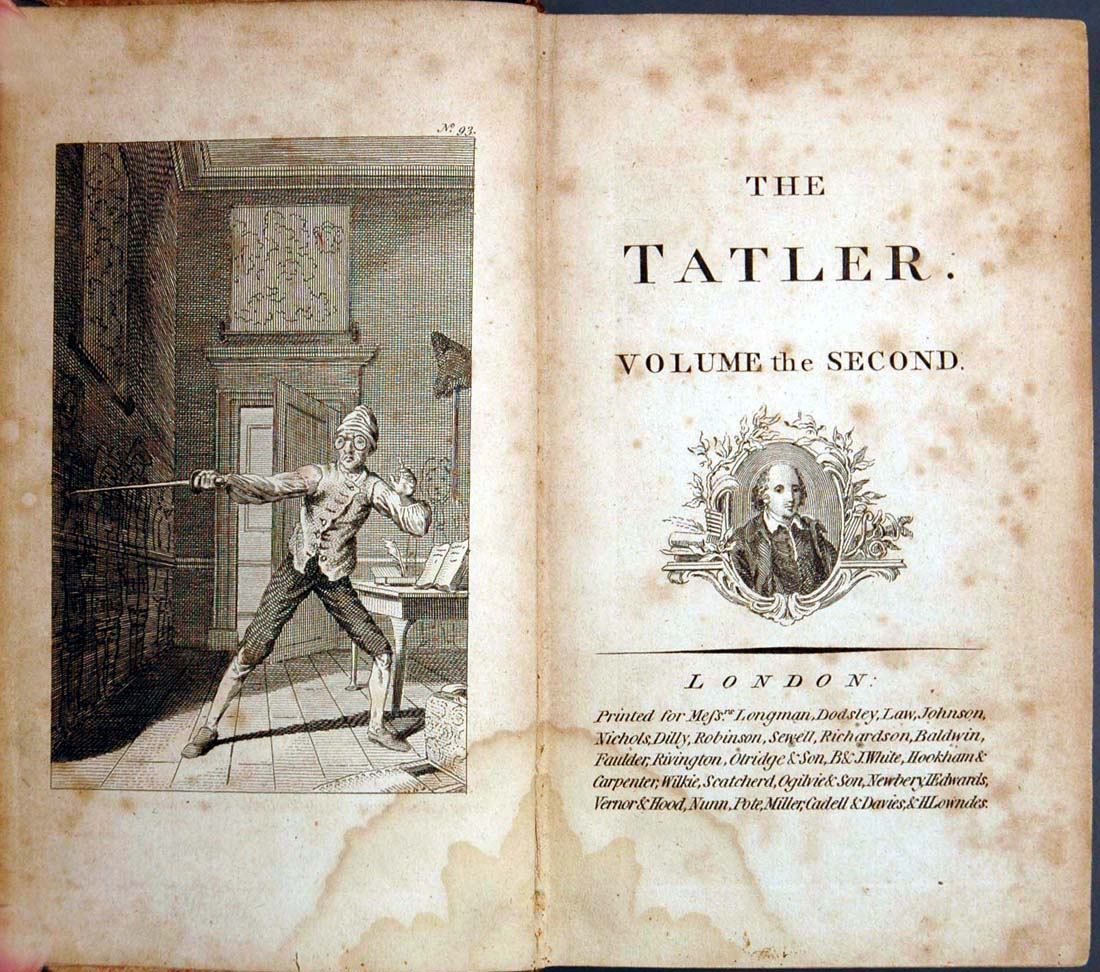
The Tatler

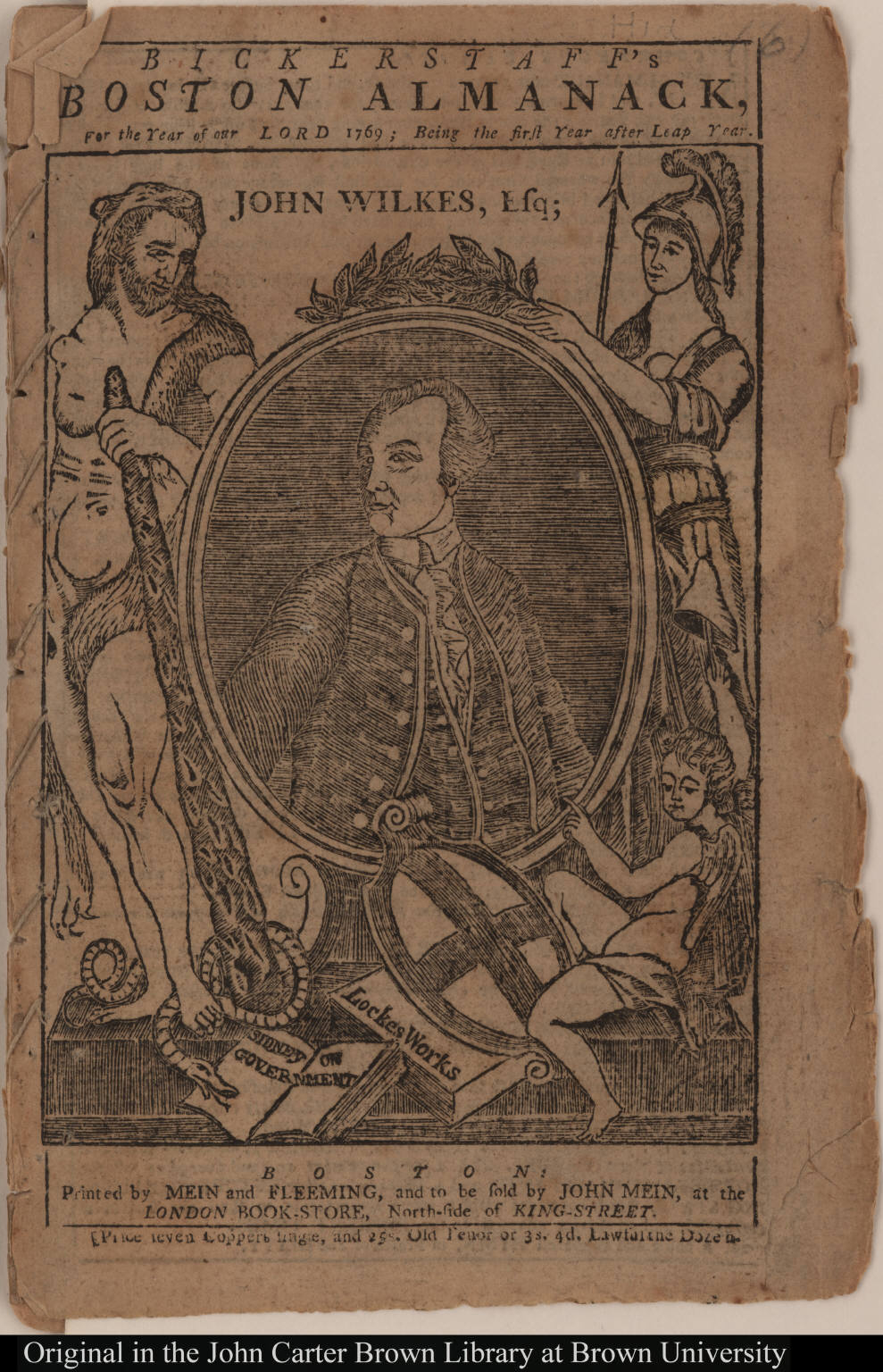
Bickerstaff’s Boston Almanack von 1769

Als Richard Steele 1709 seinen The Tatler herausgab, benutzte er das Pseudonym mit Einverständnis Swifts und nannte den fiktiven Isaac Bickerstaff Esq. als Redakteur der Zeitschrift. Dadurch profitierte das Blatt von der bereits vorhandenen Bekanntheit des Pseudonyms; teilweise wurde davon ausgegangen, dass Richard Steele tatsächlich die Falschmeldung initiiert hatte. Einleitend erklärte Steele in der ersten Ausgabe des Tatler, er sei derselbe Sir Bickerstaff, der den Kalendermacher Patridge für tot erklärt habe, und er werde nun fortfahren, auch anderen Menschen, die glaubten, noch lebendig zu sein, zu beweisen, dass sie längst tot waren.
Auch Swift selbst leistete, unter eigenem Namen oder anderen Pseudonymen, einige Beiträge für The Tatler, wenngleich es hauptsächlich von Steele und Joseph Addison geschrieben wurde.
Die Bezeichnung Bickerstaff’s Almanack wurde auch von Ezekiel Russell und dem Verleger John Mein Ende des 18. Jahrhunderts für seinen Bickerstaff’s Boston Almanack verwendet.
Gottlieb Wilhelm Rabener, auch der deutsche Swift genannt, kommt in seiner Geheimen Nachricht von D. Jonathan Swifts letztem Willen auf diese Geschichte nochmals zurück:

„Mein Freund, Partridge, starb mir zu früh; ich hätte ihn sonst in meinem Testamente gewiß nicht vergessen: Aber desto treulicher will ich für seine werthen Angehörigen sorgen. Er hat eine zahlreiche Familie hinterlassen. Lauter Partridgen, und politische Narren …“

## Der echte Isaac Bickerstaff
Es gab aber später auch einen „echten“ Isaac Bickerstaff – den irischen Dramatiker und Librettisten Isaac John Bickerstaffe (auch Bickerstaff) (1733–1812?).